# Filière nucléaire

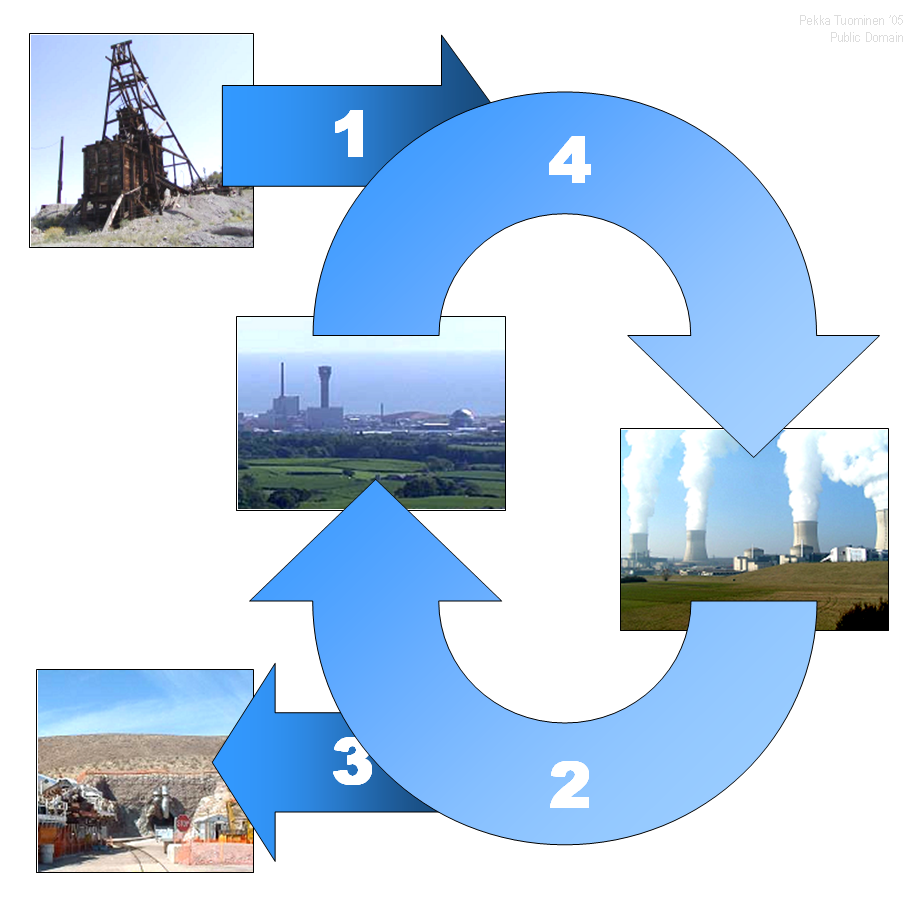
Cycle du nucléaire
(1) extraction-enrichissement-fabrication
(2) retraitement après usage
(3) stockage
ou (4) recyclage

Une filière nucléaire est une chaîne d'activités industrielles liées à l'exploitation de  réacteurs nucléaires. Elle comprend l'extraction des minerais d'uranium et leur traitement, puis la fabrication des combustibles nucléaires chargés en réacteur, le fonctionnement des réacteurs et la conversion de l'énergie de fission en électricité ou chaleur, le retraitement des combustibles nucléaires irradiés en réacteur (partiellement fissionnés), le recyclage en réacteur d'une partie des combustibles irradiés, la gestion des déchets nucléaires, le stockage ou l'entreposage des déchets ultimes, et enfin le démantèlement des installations.
Par métonymie, on dénomme les différentes filières nucléaires en faisant référence au type de réacteur exploité sans inclure explicitement les phases amont et aval du cycle du combustible nucléaire. On parle ainsi, par exemple, de la filière des réacteurs à eau pressurisée ou de la filière des réacteurs à neutrons rapides pour désigner un ensemble de réacteurs et la chaîne d'installations amont et aval, ayant atteint des conditions d'exploitation industrielle et commerciale. L'objectif d'une filière nucléaire est de couvrir l'ensemble des activités du cycle du combustible nucléaire et de déboucher sur un cycle complètement fermé, ce qui actuellement est en perspective mais reste théorique.

## Générations et filières de réacteurs
L'industrie nucléaire civile a pris l'habitude depuis quelques années de classer les réacteurs nucléaires par générations, correspondant chacune à des évolutions technologiques. Ces générations de réacteurs correspondent aux principales époques (ou étapes) du développement ou de l'histoire (passée, présente et future) de l'industrie nucléaire.
Chaque génération de réacteur regroupe elle-même un nombre plus ou moins grand de filières de réacteurs différentes
Exemples :
- Réacteurs de génération II : voir réacteur à eau pressurisée (ceux-ci peuvent être aussi de génération III) ou eau bouillante.
- Réacteurs de génération III : voir Réacteur pressurisé européen (EPR)
- Réacteurs de génération IV : voir Forum International Génération IV

Du fait des progrès de l'industrialisation des réacteurs, les filières ont tendance à devenir de plus en plus standardisées, comme c'est le cas avec les trois paliers de la filière des réacteurs à eau pressurisée de génération II actuellement en exploitation en France.
En revanche, les États-Unis où le développement de l'électricité d'origine nucléaire est plus ancien ont des filières plus hétérogènes.

## Paramètres d'une filière de réacteurs
Plusieurs paramètres définissent une filière de réacteurs nucléaires :
- La nature du combustible :
  - oxyde d'uranium naturel, plus ou moins enrichi ;
  - mélange d'oxydes uranium-plutonium ;
  - thorium, etc.

- Le type de modérateur ou son absence (dépendant de la valeur de l'énergie des neutrons utilisés pour la réaction en chaine):
  - L'absence de modérateur pour les réacteurs à neutrons rapides (ou chauds).
  - Le type de modérateur pour les réacteurs à neutrons lents (ou thermiques) :
    - eau ;
    - eau lourde ;
    - graphite ;
    - béryllium.

- La nature du fluide caloporteur :
  - eau pressurisée ;
  - eau bouillante ;
  - gaz ;
  - métal liquide (sodium) ;
  - sels fondus.

Le cycle du combustible nucléaire est défini par les trois paramètres liés au type de réacteur (combustible nucléaire, modérateur, fluide caloporteur).

## Tableau récapitulatif des filières actuelles de réacteurs
| Filière de réacteur nucléaire                       | Types (classification internationale)             | Combustible                       | Caloporteur             | Modérateur               | Réacteurs en service (ratio) |
| --------------------------------------------------- | ------------------------------------------------- | --------------------------------- | ----------------------- | ------------------------ | ---------------------------- |
| Réacteur refroidi au gaz (GCR : Gaz cooled reactor) | Uranium naturel graphite gaz                      | Uranium naturel                   | CO2                     | Graphite                 | 0                            |
| Réacteur refroidi au gaz (GCR : Gaz cooled reactor) | AGR : Advanced gaz cooled reactor                 | UO2 enrichi                       | CO2                     | Graphite                 | %                            |
| Réacteur refroidi au gaz (GCR : Gaz cooled reactor) | Magnox                                            | Uranium naturel                   | CO2                     | Graphite                 | %                            |
| Eau lourde                                          | HWGCR : Heavy water gaz cooled reactor            | UO2 naturel                       | CO2                     | Eau lourde               | epsilon %                    |
| Eau lourde                                          | HWLWR : Heavy water light water reactor           | UO2 naturel                       | Eau légère              | Eau lourde               | epsilon %                    |
| Eau lourde                                          | SGHWR : Sodium gaz heavy water reactor            | Uranium naturel                   | Sodium,CO2              | Eau lourde               | epsilon %                    |
| Eau sous pression (REP)                             | PWR : Pressurized water reactor                   | UO2 enrichi                       | Eau légère              | Eau légère (pressurisée) | 67,4 %                       |
| Eau sous pression (REP)                             | WWER : Pressurized water power reactor            | UO2 enrichi                       | Eau légère              | Eau légère (pressurisée) | 67,4 %                       |
| Réacteur à eau bouillante (REB)                     | BWR : Boiling Water Reactor                       | UO2 enrichi                       | Eau légère (bouillante) | Eau légère (bouillante)  | 22,5 %                       |
| Réacteur à eau bouillante (REB)                     | ABWR : Advanced Boiling Water Reactor             | UO2 enrichi                       | Eau légère (bouillante) | Eau légère (bouillante)  | 22,5 %                       |
| Réacteur à eau bouillante (REB)                     | ESBWR : Economic Simplified Boiling Water Reactor | UO2 enrichi                       | Eau légère (bouillante) | Eau légère (bouillante)  | 22,5 %                       |
| Réacteurs RBMK                                      | LWGR (RBMK) : Light water graphite reactor        | U faiblement enrichi              | Eau légère bouillante   | Graphite                 | 3,4 %                        |
| CANDU                                               | PHWR : Pressurized heavy water reactor            | UO2 naturel ou faiblement enrichi | Eau légère              | Eau lourde               | 6,1 %                        |
| Haute température (HTR)                             | HTGR : Hight temperature gaz cooled reactor       | UO2 moyennement enrichi           | Hélium                  | Graphite                 | epsilon %                    |
| Réacteur à neutrons rapides (RNR)                   | FBR : Fast breeder reactor                        | PuO2, UO2                         | Sodium                  | Aucun                    | epsilon %                    |

## Autres filières de réacteurs nucléaires
Dans le cadre du Forum International Generation IV (réacteurs nucléaires de génération IV) d'autres filières sont aussi identifiées pour la recherche et développement de futurs réacteurs.

## Question de la fermeture du cycle
Lorsque le combustible nucléaire est extrait du réacteur en fin de vie du cœur, la totalité des atomes lourds présents n'a pas été fissionnée. Il s'en faut de beaucoup puisque seuls 3 % environ des atomes de nombre de nucléons supérieur à 230 ont été fissionnés en produisant de la chaleur. 
Autrement dit, théoriquement, les éléments radioactifs qui sortent d'un réacteur à eau pressurisée contiennent une grande quantité d'éléments réutilisables;
- partiellement dans les réacteurs à neutrons thermiques (réacteur à eau ou modérés au graphite)
- potentiellement en presque totalité dans les réacteurs à neutrons rapides.

La « fermeture du cycle » recouvre donc en priorité la question de la valorisation de l'intégralité des atomes de nombre de nucléons supérieur à 230 susceptibles de produire de l'énergie par fission et, donc, par ordre d'importance en masse :
- l'uranium non fissionné dans le réacteur
- le plutonium produit
- les autres éléments lourds qu'on regroupe sous le terme d'« actinides mineurs »

Les atomes fissionnés se retrouvent sous forme de « produits de fission » et sont des déchets définitifs actuellement non valorisables et sans doute pour très longtemps. Des recherches existent pour réduire la masse de ceux à vie très longue parmi ces produits de fissions (PF) (soit en gros 10 % d'entre eux en masse pour sept corps radioactifs en tout) cf, déchets nucléaires
Pour ce qui concerne les atomes très lourds « valorisables » dont le nombre de nucléons est supérieur à 230, une solution d'attente très partielle a été trouvée pour les générations II et III à eau légère avec le combustible MOX, qui permet de recycler une partie très faible du combustible usagé dans quelques occurrences de cycle (uniquement le plutonium et partiellement l'uranium 235 résiduel).
Cependant, cette solution ne permet pas de recycler dans le but de les fissionner tous les atomes lourds de nombres de nucléons supérieur à 230. 
De plus, ces réacteurs permettent théoriquement d'incinérer de convertir les 7 corps PF à vie très longue en les transmutant en corps radioactif déchets à vie plus courte (quelques siècles).
Il existe donc une possibilité théorique de « fermer (complètement) le cycle » 
- en fissionnant l'intégralité des corps de nombre de nucléons supérieur à 230
- en ne générant que des déchets ultimes à vie « historiquement gérable ».

L'expression cycle fermé peut avoir plusieurs acceptions : voir cycle fermé.

## Filière nucléaire en France
La France est un des pays pionniers dans le domaine de la recherche sur l’atome, grâce aux travaux de Pierre et Marie Curie. Un programme de filière nucléaire a été initié par le général de Gaulle en 1945, à la suite des bombardements atomiques d'Hiroshima et Nagasaki, et concrétisé par la mise en service des premiers réacteurs nucléaires à partir de 1963. Le nucléaire couvre, en 2013, 73,3% de la production d’électricité en France.